# Quodvultdeus
Quodvultdeus, letteralmente "quello che Dio vuole" (Cartagine, fine IV secolo – Napoli, 454), è stato un vescovo e santo berbero, vescovo di Cartagine al tempo dell'invasione dei Vandali di Genserico e poi profugo a Napoli. È venerato come santo dalla Chiesa cattolica.

## Agiografia
Si hanno poche notizie della sua giovinezza. Nato in Africa, quasi certamente a Cartagine, fu ordinato diacono attorno al 421 da Agostino d'Ippona, al quale scrisse due lettere, una delle quali per chiedergli di scrivere un'opera sulle eresie. Agostino scrisse poi il De Haeresibus, e lo dedicò a Quodvultdeus. Lo studioso austriaco Alfred Kappelmacher sostenne, però, che il diacono Quodvultdeus, che inviò due lettere ad Agostino, non fosse da identificare con il Quodvultdeus vescovo.
Dal 435 circa al 454 fu vescovo di Cartagine, mantenendone il titolo anche dopo l'esilio del 439 fino alla morte. Criticò aspramente i cristiani che si lasciavano affascinare più dagli spettacoli come il circo che dalle opere e dagli esempi dei santi e dei martiri del loro tempo, attribuendo la calamità di quella regione ad una punizione di Dio per questo traviamento.
Alla caduta di Cartagine nelle mani dei Vandali nel 439, Quodvultdeus rifiutò di aderire all'arianesimo, professato dal re vandalo Genserico, e per questo fu costretto all'esilio con il clero a lui fedele, fra cui san Gaudioso. Furono imbarcati su navi in disuso prive di remi e di vele e raggiunsero fortunosamente Napoli, dove fra il 445 e il 451 scrisse il Libro delle promesse e delle predizioni di Dio e prese parte alla lotta contro il pelagianesimo.
Morì nel 454 a Napoli e fu sepolto nelle catacombe di San Gennaro a Capodimonte.

## Opere
Secondo la critica recente si attribuiscono a Quodvultdeus 12 sermoni, che in precedenza erano attribuiti ad Agostino:
- Tre De symbolo
- Due De tempore barbarico
- Due De accedentibus ad gratiam
- Adversus quinque haereses
- De cataclismo
- De ultima quarta feria
- De cantico novo
- Contra iudaeos

Inoltre il De promissionibus et praedictionibus Dei, che solitamente figura tra le opere di Prospero di Aquitania, è anche di Quodvultdeus.
Irene Caiazzo, in particolare, basandosi su criteri filologici, sostiene che il trattato Adversus quinque haeresies, diffuso nel medioevo come opera di Agostino, fu scritto in realtà da Quodvultdeus fra il 437 e il 439, infatti in esso si afferma la compatibilità e la concordia fra la dottrina cristiana e l'insegnamento di Ermete esposto nell'Asclepius, cosa che favorì l'accoglienza nelle biblioteche medievali delle opere di Ermete, considerato profeta pagano della rivelazione cristiana. Agostino invece, nel De civitate Dei, aveva severamente condannato l'Asclepio.

## Culto
Il Martirologio romano fissa la memoria liturgica il 19 febbraio.
Nelle catacombe di San Gennaro a Capodimonte, dove fu seppellito, Quodvultdeus è raffigurato in un mosaico tombale nella cosiddetta Cripta dei vescovi.
Dal discorso 2 sul Simbolo è tratta la seconda lettura dell'Ufficio delle letture del rito romano il giorno dei Santi Innocenti.